# Simone Ladwig-Winters
Simone Ladwig-Winters (geboren 1955 in Berlin) ist eine deutsche Politikwissenschaftlerin.

## Leben
Simone Ladwig-Winters studierte Rechtswissenschaft und Pädagogik an der Freien Universität Berlin (FU). Sie arbeitete als Sozialplanerin und Mieterberaterin in der Stadterneuerung in den West-Berliner Bezirken Schöneberg und Kreuzberg. Sie wurde 1996 am Fachbereich Politische Wissenschaften der FU mit einer Dissertation über die Geschichte des Warenhauses Wertheim promoviert.
Ladwig-Winters lebt als freie Autorin und Wissenschaftlerin in Berlin. 
Sie erarbeitete und trug bei zu zahlreichen Veröffentlichungen über jüdische Geschichte und nationalsozialistische Verfolgung in Berlin und Preußen. Neben Unternehmern und Juristen nahm sie in diesem Zusammenhang auch Lehrer an Berliner Schulen in den Fokus.
Ihr 1998 erschienenes Buch Anwalt ohne Recht. Das Schicksal der jüdischen Rechtsanwälte in Berlin nach 1933 stellte sie 2022 mit dem Historiker Peter Steinbach im Rahmenprogramm der Berliner Ausstellung Wir waren Nachbarn im Rathaus Schöneberg vor.

## Schriften (Auswahl)

### Monografien
- Wertheim – ein Warenhausunternehmen und seine Eigentümer: ein Beispiel der Entwicklung der Berliner Warenhäuser bis zur „Arisierung“. Münster: Lit, 1997 Zugl.: Berlin, Freie Univ., Diss., 1996.
- Wertheim: Geschichte eines Warenhauses. be.bra, Berlin 1997, ISBN 978-3-930863-31-0.
- Anwalt ohne Recht. Das Schicksal jüdischer Rechtsanwälte in Berlin nach 1933. be.bra, Berlin 1998, ISBN 978-3-930863-41-9.[3]
- The Attack on Berlin Department Stores (Warenhaeuser) After 1933. In: Probing the Depths of German Antisemitism German Society and the Persecution of the Jews, 1933-1941. David Bankier, Yad Vashem and the Leo Baeck Institution, 2000, abgerufen am 6. August 2021 (englisch).
- mit Hans Bergemann: Für ihn brach die Welt, wie er sie kannte, zusammen ...: Juristen jüdischer Herkunft im Landgerichtsbezirk Potsdam. O. Schmidt, Köln 2003, ISBN 978-3-504-01011-9.[4]
- mit Hans Bergemann: Richter und Staatsanwälte jüdischer Herkunft in Preußen im Nationalsozialismus: eine rechtstatsächliche Untersuchung. Eine Dokumentation. Bundesanzeiger-Verlag, Köln 2004, ISBN 978-3-89817-352-0.
- mit Hans Bergemann: Jüdische Richter am Kammergericht nach 1933: eine Dokumentation. Heymann, Köln 2004, ISBN 978-3-452-25833-5.
- mit Peter Galliner (Hrsg.): Freiheit und Bindung: zur Geschichte der Jüdischen Reformgemeinde zu Berlin von den Anfängen bis zu ihrem Ende 1939. Hentrich und Hentrich, Teetz 2004, ISBN 978-3-933471-49-9.
- mit Erica Fischer: Die Wertheims: Geschichte einer Familie. Rowohlt Berlin, Berlin 2004, ISBN 978-3-87134-443-5. Taschenbuchausgabe 2007, ISBN 978-3-499-62292-2.[5]
- Ernst Fraenkel. Ein politisches Leben. Campus, Frankfurt am Main 2009, ISBN 978-3-593-38480-1.[6]
- Großes Haus für kleine Fächer. Von der Villenkultur zum neuen Campus der Freien Universität Berlin. Freie Universität Berlin, 2015, ISBN 978-3-944675-34-3.[7][8]
- Das Ende eines Aufbruchs. Jüdische Juristinnen und Juristinnen jüdischer Herkunft nach 1933: Minderheitenerfahrung und weibliche Diskriminierung. Bundesanzeiger, Köln 2016, ISBN 978-3-8462-0595-2.

### Artikel
- Allein und doch gemeinsam? Schicksale jüdischer Gewerkschafter nach 1933. In: Ruth Jacoby, Felix Schikorski (Hrsg.): Mensch – Land – Gerechtigkeit. Die Erinnerungen Erich Hellmut Jacobys (1903 - 1979). "Ein Leben im Spiegel der Zeit". Hentrich & Hentrich, Berlin 2013, ISBN 978-3-95565-004-9, S. 224–240.
- Wertheim und der Glanz vom Leipziger Platz. In: Laurence Guillon, Heidi Knörzer (Hrsg.): Berlin und die Juden. Geschichte einer Wahlverwandtschaft? Neofelis, Berlin 2015, ISBN 978-3-95808-009-6, S. 69–88.